# Lignières (Somme)
Lignières é uma comuna francesa na região administrativa de Altos da França, no departamento de Somme. Estende-se por uma área de 6,33 km². Em 2010 a comuna tinha 143 habitantes (densidade: 22,6 hab./km²).